# Marcin Broniewski (ok. 1564–1624)
Marcin Broniewski herbu Leliwa (ur. ok. 1564 roku – zm. 4 listopada 1624 roku, w Gałowie) – poseł na sejm 1611 roku z województwa kaliskiego i poznańskiego.
Studiował w Wittenberdze w 1581 roku i Heidelbergu w 1585 roku.
Był bratem czeskim. Związany z Konstantym Ostrogskim oraz Krzysztofem Radziwiłłem Piorunem. Na synodzie różnowierców w Toruniu w 1595 roku występował jako zwolennik jedności protestantów na gruncie zgody sandomierskiej. Jako przeciwnik unii brzeskiej był autorem traktatu polemicznego Apokrisis... (1597). Będąc zwolennikiem współpracy protestantyzmu polskiego z prawosławiem przeciwko postępom katolicyzmu (kontrreformacji), przyczynił się w 1599 roku do zjazdu ewangelików i prawosławnych w Wilnie (zob. konfederacja wileńska (1599)).
Był działaczem opozycji antykrólewskiej i uczestnikiem rokoszu Zebrzydowskiego (1606–09).
Na sejmie 1611 roku został wybrany przez różnowierców w skład komisji do roztrząsania spraw wyznaniowych. Był  deputatem izby poselskiej do sprawy brandenburskiej.